# گنج ویلنا
گنج ویلنا (اسپانیایی: Tesoro de Villena‎) یکی از بزرگ‌ترین کشفیات طلا در عصر برنز اروپا است. این گنج شامل ۵۹ شیء ساخته شده از طلا، نقره، آهن و کهربا با وزن کلی تقریباً ۱۰ کیلوگرم است که ۹ مورد از آنها طلای ۲۳٫۵ عیار است. این باعث می‌شود که آن را به مهم‌ترین کشف طلای ماقبل تاریخ در شبه جزیره ایبری و دومین یافته در اروپا، درست پس از گورهای سلطنتی مدور در موکنای، یونان تبدیل کند. حداقل برخی از مصنوعات آهنی از آهن شهاب‌سنگ ساخته شده بودند.
قطعات طلای این مجموعه شامل یازده کاسه، سه بطری و ۲۸ دستبند است.
این قطعات آهنی قدیمی‌ترین قطعاتی هستند که در شبه جزیره ایبری یافت شده و مربوط به مرحله‌ای است که در آن آهن به عنوان یک فلز گرانبها در نظر گرفته می‌شد و بنابراین احتکار می‌شد. باستان شناسان قدمت این گنجینه را حدود ۱۰۰۰ تخمین زده‌اند. ۱۳۰۰–۱۰۰۰ پیش از میلاد، در اواخر آرگار، پس از آرگار یا برنز دوره لوانته.
این گنجینه در دسامبر ۱۹۶۳ توسط باستان‌شناس خوزه ماریا سولر در ۵ کیلومتری (۳٫۱ مایلی) ویلنا پیدا شد و از آن زمان به بعد جاذبه اصلی موزه باستان‌شناسی ویلنا بوده است. کشف آن در اکثر رسانه‌های اسپانیایی و همچنین برخی از رسانه‌های خارج از کشور، عمدتاً در فرانسه، آلمان و ایالات متحده آمریکا منتشر شد. این گنجینه در مادرید، آلیکانته، توکیو و کیوتو به نمایش گذاشته شده است، و اکنون دو مجموعه از نسخه‌های کل گنج برای نمایش در نمایشگاه‌ها وجود دارد، در حالی که نسخه‌های اصلی به‌طور دائم در ویترینی زره‌دار در موزه باستان‌شناسی ویلنا نگهداری می‌شوند.
همین نوع فلزکاری در انبار بزرگ ابرسوالد که در سال ۱۹۱۳ در براندنبورگ آلمان کشف شد نیز یافت می‌شود.